# Ядерний квадрупольний момент
Ядерний квадрупольний момент (англ. nuclear quadrupole moment, рос. ядерный квадрупольный момент) — параметр, який описує ефективну форму еквівалентного еліпсоїда розподілу ядерних зарядів. Є рівним нулю для ядер, що мають форму сплющеного сфероїда, (наприклад,57Fe, 197Au) та меншим від нуля для ядер, що мають форму витягнутого сфероїда (наприклад,119Sn, 129I).